# Pacios de Veiga
Pacios de Veiga (también llamada Pacios da Veiga) es una aldea española situada en la parroquia de Ferreirúa, del municipio de Puebla del Brollón, en la provincia de Lugo, Galicia.

## Geografía
Está situado a una altitud de entre 400 y 440 metros sobre el nivel del mar, dándose la mínima cota junto al río Cabe.

## Historia
Según aparece en un diccionario de 1850, el lugar de Pacios de Veiga, que actualmente pertenece a la parroquia de Ferreirúa, pertenecía a la de Santalla de Rei, así como sus dos sierras: la de Pacios y la de Portocabe.

## Demografía
| Gráfica de evolución demográfica de Pacios de Veiga entre 2000 y 2020 |
|                                                                       |
| Datos según el nomenclátor publicado por el INE.                      |

## Patrimonio
- Iglesia de Santa Eufemia, de 1710.
- Molinos de Seara, Ramiro y Vila, en el río Cabe.

## Festividades
Las fiestas se celebran en honor a San Froilán, en el mes de octubre.